# Crisis judicial de Bolivia de 2024

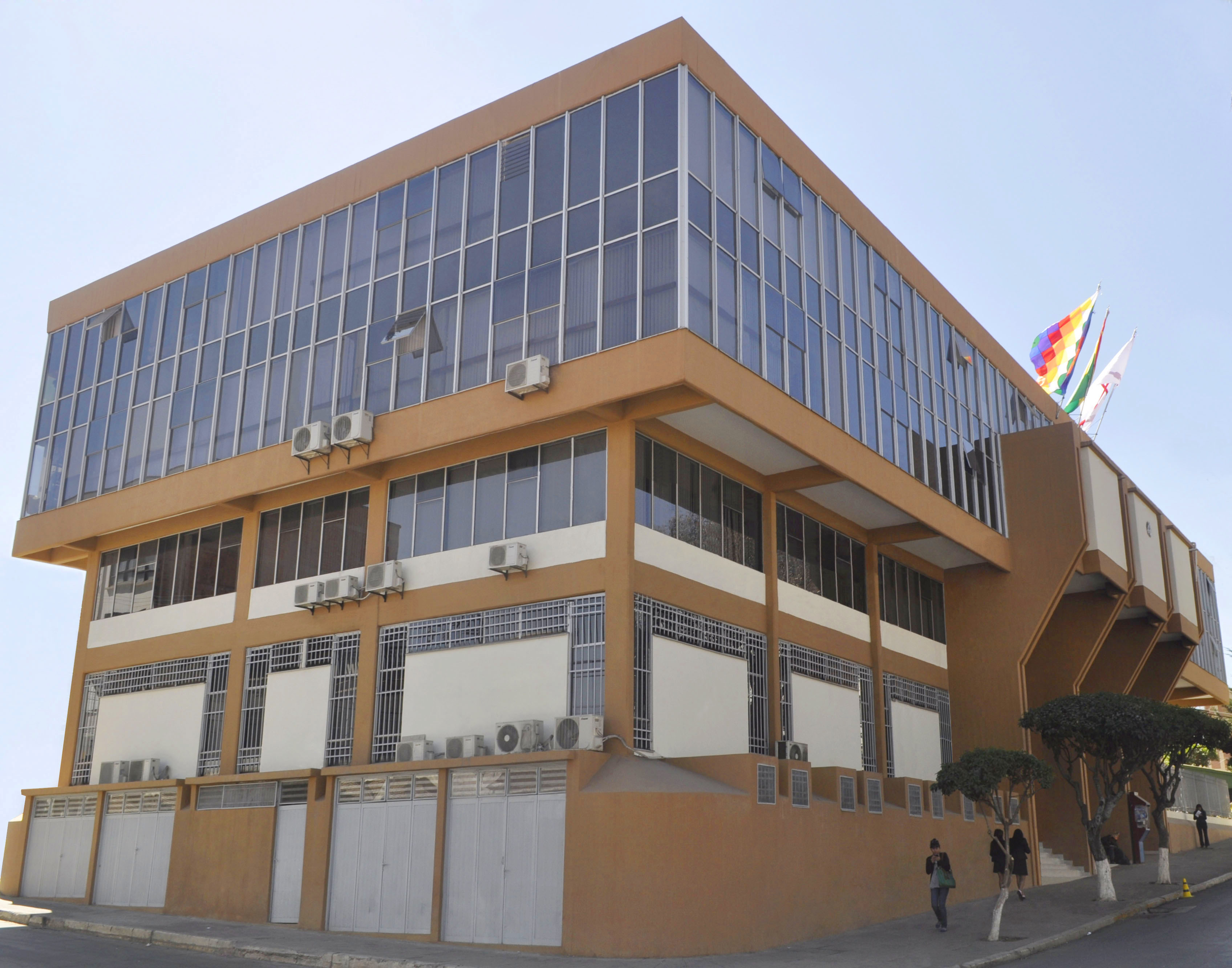
Sede del Tribunal Constitucional Plurinacional de Bolivia en la capital, Sucre.

La crisis judicial de Bolivia de 2024, es como se conoce a la crisis generada debido a la decisión del Tribunal Constitucional Plurinacional de Bolivia (TCP) de aprobar, mediante la sentencia 0049/2023, la prórroga indefinida de su propio mandato y de los otros tribunales judiciales del país, que debían funcionar hasta el 31 de diciembre de 2023. La convocatoria a elecciones judiciales fue introducida en la Constitución boliviana de 2009 y fueron llevadas a cabo en dos ocasiones, en octubre de 2011 y en diciembre de 2017, para lo cual se necesitan dos tercios de la Asamblea Legislativa Plurinacional (ALP) para aprobar la lista de candidatos o la ley de convocatoria al acto electoral. El 11 de diciembre de 2023, el TCP declaró por unanimidad la inconstitucionalidad de un proyecto de Ley Transitoria de Elecciones Judiciales que debía ser tratado por la ALP.

## Cronología

### Enero
El expresidente de Bolivia, Carlos Mesa, envió el 15 de enero de 2024 una carta a Margaret Satterthwaite, relatora especial de la Organización de las Naciones Unidas (ONU) sobre la independencia de los magistrados y abogados, en la que le pidió pronunciarse sobre la prórroga de mandato que se otorgaron los consejeros y magistrados del Órgano Judicial y del TCP. En cuanto al TCP, el 31 de enero del mismo año emitió una resolución para que la ALP reconozca la prórroga de mandato de los magistrados antes de iniciar el tratamiento de una nueva ley, denominada ley 144, que convoque a las elecciones judiciales.

### Febrero
El 6 de febrero de 2024, la ALP sancionó la ley 1549, que regula las elecciones judiciales de 2024, con el objetivo de garantizar su desarrollo conforme a la Constitución y una sentencia constitucional previa.

### Marzo
El primero de marzo, el presidente de la Cámara de Diputados, Israel Huaytari, aplazó el tratamiento de los proyectos de Ley 073 y 075, referidos a la suspensión de plazos procesales y la prórroga de magistrados. Esto fue debido a una nota que recibió del presidente de la Cámara de Senadores, Andrónico Rodríguez, en el que indicó que los plazos para su tratamiento en la Cámara de Diputados ya había vencido. El 10 de marzo de 2024, la Comisión Mixta de Justicia Plural, Ministerio Público y Defensa del Estado concluyó el proceso de recepción de documentos de los candidatos para las elecciones judiciales de 2024. Durante esta fase, se recibieron los documentos de los postulantes para ocupar cargos judiciales, incluyendo magistrados del TCP, Tribunal Supremo de Justicia (TSJ), Tribunal Agroambiental, así como Consejeros del Consejo de la Magistratura. Esta etapa de preselección tuvo una duración de 20 días hábiles, durante los cuales se verificaron los requisitos de los candidatos.
El 16 de marzo de 2024, la ALP publicó la lista de postulantes habilitados e inhabilitados para el Órgano Judicial, en el que se reveló una insuficiencia de postulantes para el TCP en algunos departamentos de Bolivia, donde no se alcanzó el número mínimo requerido de postulantes. Además, se observó una falta de representación femenina en algunos departamentos. Posteriormente, se habilitó la fase de impugnación prevista en el reglamento.
El 23 de marzo de 2024, el secretario técnico de la Comisión Mixta, Marcelo Maldonado, informó que se presentaron un total de 526 impugnaciones relacionadas con las elecciones judiciales. Estas impugnaciones incluyeron recursos presentados por candidatos inhabilitados y contra los habilitados, como lo estipula la Ley 1549 Transitoria para las elecciones judiciales. La Comisión Mixta de Justicia Plural recibió 231 impugnaciones, mientras que se presentaron 136 impugnaciones sobre postulantes al TCP y 159 al TSJ.

### Abril y mayo
A fines de abril, la crisis judicial continuó desarrollándose con la suspensión de las elecciones judiciales por parte de la Sala Constitucional Primera del departamento de Pando. La acción se basó en una acción popular presentada en contra de la Ley 1549 Transitoria para esos comicios. La acción, respaldada por la Central Indígena de Mujeres Amazónicas de Pando (Cimap), argumentaba la falta de representación adecuada de las mujeres y los pueblos indígenas originarios campesinos entre los postulantes en el departamento de Pando durante el proceso electoral.
La suspensión de las elecciones judiciales generó preocupación en el Órgano Electoral Plurinacional (OEP), que advirtió a principios de mayo, durante la Reunión Nacional de Planificación Electoral, sobre el riesgo para la democracia y la seguridad jurídica del país debido a la demora en el proceso de preselección de candidatos.

### Junio y julio
La Comisión Mixta de Justicia Plural del Senado de Bolivia reanudó la preselección de candidatos para las elecciones judiciales el 25 de junio, tras aprobar una resolución para continuar con esta etapa. El proceso, que incluye exámenes orales y la revisión de acciones de amparo, se tenía previsto realizar hasta el 5 de julio. Sin embargo, la Sala Constitucional Segunda del Tribunal Departamental del Beni ordenó el 1 de julio la suspensión de las evaluaciones de los candidatos a las elecciones judiciales, tras una solicitud de Charles Fernando Mejía, un candidato inhabilitado que ganó un amparo. Los integrantes de la Comisión Mixta de Constitución se mostraron molestos por la decisión, considerando que perjudica el proceso de preselección de más de 400 postulantes.

### Octubre
A mediados de octubre las Salas Constitucionales de los departamentos del Beni y Pando emitieron fallos que pusieron en riesgo la continuidad de las elecciones judiciales en Bolivia, al declarar desiertas las convocatorias para postulantes al TSJ y al TCP. Estas decisiones se basaron en impugnaciones de candidatos que habían sido excluidos del proceso de preselección, lo que llevó a cuestionar la aplicación de la Ley Transitoria de Elecciones Judiciales. El Tribunal Supremo Electoral (TSE), representado por su vicepresidente Francisco Vargas, denunció estas acciones como un "golpe a la democracia" y evaluó tomar medidas legales.
Sin embargo, unos días después, la Sala Constitucional Tercera de El Alto emitió una resolución que ordenó al TSE continuar con el proceso electoral, luego de conceder la tutela solicitada por el secretario de la Confederación Sindical de Comunidades Interculturales de Bolivia. Esta medida cautelar permitió que el proceso de selección de magistrados para el TSJ y el TCP no se suspendiera. Además, el vicepresidente David Choquehuanca instó al TSE a seguir adelante con las elecciones, recordando que los fallos no pueden ser aplicados retroactivamente.